# Гарга (Удмуртия)
Гарга — деревня в Алнашском районе Удмуртии, входит в Кузебаевское сельское поселение. Находится в 16 км к юго-востоку от села Алнаши и в 92 км к югу от Ижевска.
Население на 1 января 2008 года — 20 человек.

## История
Одним из первых поселенцев в 1887 году был Городилов Кузьма Емельянович с братьями (Андриян, Герасим и Игнат), переехавший на новые земли из Глазовского уезда. По реестру семей и жителей на 1891 год в деревне Гарги (так значится в реестре) Кузебаевского общества Асановской волости числилось 25 семей (8 родов), а общее число жителей - 158 человек. Число семей: Вершинин - 6, Лекомцев - 4, Городилов - 4, Кузнецов - 4, Хаймин - 3, Казаков - 2, Якимов - 1, Кисельников - 1. Население занималось торговлей дровами.
На 1910 год жители починка Гардинский (Гарга) Елабужского уезда Вятской губернии числились прихожанами Христорождественской церкви села Асаново.
В 1921 году, в связи с образование Вотской автономной области, деревня передана в состав Можгинского уезда. В 1924 году при укрупнении сельсоветов она вошла в состав Муважинского сельсовета Алнашской волости. В 1929 году упраздняется уездно-волостное административное деление и деревня причислена к Алнашскому району.
В 1929 году в СССР начинается сплошная коллективизация, в процессе которой в деревне образована сельхозартель (колхоз) «Первомай».
- Вершинин Павел Иванович (1894 г.р.) — приговор: 3 года заключения.
- Кисельников Василий Петрович (1886 г.р.) — кулак.
- Кисельникова Пелагея Ивановна — член семьи кулака.
- Лекомцев Никифор Тихонович (1887 г.р.) — кулак.
- Лекомцев Степан Андреевич (1902 г.р.) — кулак.
- Лекомцева Надежда Никитична (1892 г.р.) — член семьи кулака.
- Лекомцева Мария Федоровна (1906 г.р.) — член семьи кулака.
- Лекомцев Николай Никифорович (1910 г.р.) — член семьи кулака.
- Лекомцева Клавдия Никифоровна (1918 г.р.) — член семьи кулака.
- Лекомцев Виталий Степанович (1925 г.р.) — член семьи кулака.
- Лекомцева Августа Степановна (1927 г.р.) — член семьи кулака.
- Лекомцев Борис Степанович (1932 г.р.) — член семьи кулака.

В 1950 году проводится укрупнение сельхозартелей, колхозы нескольких соседних деревень объединены в один колхоз «Первомай». В 1959 году деревня перечислена в Варзи-Ятчинский сельсовет. Указом Президиума Верховного Совета УАССР от 16 декабря 1972 года деревня передана в Муважинский сельсовет, тем же указом он переименован в Кузебаевский сельсовет.
16 ноября 2004 года Кузебаевский сельсовет был преобразован в муниципальное образование «Кузебаевское» и наделён статусом сельского поселения.

## Люди, связанные с деревней
- Вершинин Яков Семёнович — уроженец деревни, призван Алнашским РВК в 1940 году. Отличился будучи старшим адъютантом командира стрелкового батальона, 15 января 1942 года лично повёл батальон в атаку, был ранен, но не оставил поле боя, лично уничтожил 4 немцев, награждён орденом Красного Знамени[11].